# Latour-en-Woëvre
Pour les articles homonymes, voir Latour.
Latour-en-Woëvre est une commune française située dans le département de la Meuse en région Grand Est.

## Géographie

### Situation
La commune se trouve dans la région historique et culturelle de la Lorraine, sur les Côtes de la Woëvre, à une altitude comprise entre 196 à 216 mètres.

#### Communes limitrophes
| Labeuville         | Hannonville-Suzémont | Hannonville-Suzémont |
| Labeuville         | Latour-en-Woëvre     | Hannonville-Suzémont |
| Jonville-en-Woëvre | Sponville            | Sponville            |

### Hydrographie

#### Réseau hydrographique
La commune est dans le bassin versant du Rhin au sein du bassin Rhin-Meuse. Elle est drainée par l'Yron, le ruisseau des Parrois et le ruisseau du Neuf Étang,.
L'Yron, d'une longueur de 37 km, prend sa source dans la commune de Vigneulles-lès-Hattonchâtel et se jette  dans l'Orne à Conflans-en-Jarnisy, après avoir traversé dix communes. 
Le ruisseau des Parrois, d'une longueur de 14 km, prend sa source dans la commune de Vigneulles-lès-Hattonchâtel et se jette  dans l'Yron sur la commune, après avoir traversé cinq communes. 

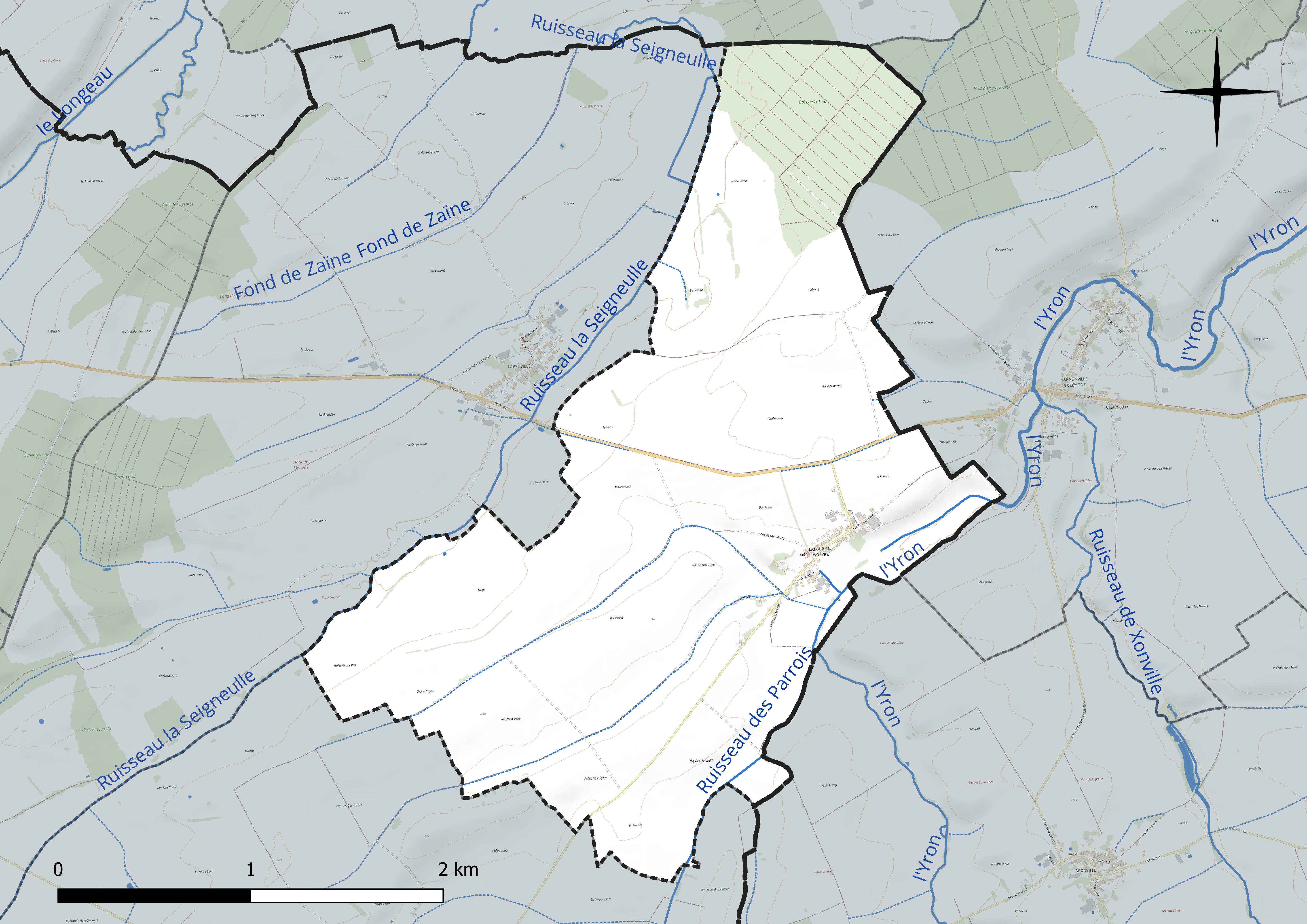
Réseau hydrographique de Latour-en-Woëvre.

#### Gestion et qualité des eaux
Le territoire communal est couvert par le schéma d'aménagement et de gestion des eaux (SAGE) « Bassin ferrifère ». Ce document de planification concerne le périmètre des anciennes galeries des mines de fer, des aquifères et des bassins versants hydrographiques associés qui s’étend sur 2 418 km2. Les bassins versants concernés sont celui de la Chiers en amont de la confluence avec l'Othain, et ses affluents (la Crusnes, la Pienne, l'Othain), celui de l'Orne et ses affluents et celui de la Fensch, le Veymerange, la Kiesel et les parties françaises du bassin versant de l'Alzette et de ses affluents (Kaylbach, ruisseau de Volmerange). Il a été approuvé le 27 mars 2015. La structure porteuse de l'élaboration et de la mise en œuvre est la région Grand Est. 
La qualité des cours d’eau peut être consultée sur un site dédié géré par les agences de l’eau et l’Agence française pour la biodiversité. 

### Climat
Pour des articles plus généraux, voir Climat du Grand Est et Climat de la Meuse.
En 2010, le climat de la commune est de type climat des marges montargnardes, selon une étude du Centre national de la recherche scientifique s'appuyant sur une série de données couvrant la période 1971-2000. En 2020, Météo-France publie une typologie des climats de la France métropolitaine dans laquelle la commune est dans une zone de transition entre le climat océanique altéré et le climat océanique altéré et est dans la région climatique  Lorraine, plateau de Langres, Morvan, caractérisée par un hiver rude (1,5 °C), des vents modérés et des brouillards fréquents en automne et hiver. 
Pour la période 1971-2000, la température annuelle moyenne est de 9,6 °C, avec une amplitude thermique annuelle de 16,7 °C. Le cumul annuel moyen de précipitations est de 805 mm, avec 12,3 jours de précipitations en janvier et 9,4 jours en juillet. Pour la période 1991-2020, la température moyenne annuelle observée sur la station météorologique de Météo-France la plus proche, « Doncourt-lès-Conflans », sur la commune de Doncourt-lès-Conflans à 11 km à vol d'oiseau, est de 10,7 °C et le cumul annuel moyen de précipitations est de 710,3 mm. 
La température maximale relevée sur cette station est de 40,9 °C, atteinte le 25 juillet 2019 ; la température minimale est de −16,5 °C, atteinte le 26 décembre 2010,,. 
Les paramètres climatiques de la commune ont été estimés pour le milieu du siècle (2041-2070) selon différents scénarios d'émission de gaz à effet de serre à partir des nouvelles projections climatiques de référence DRIAS-2020. Ils sont consultables sur un site dédié publié par Météo-France en novembre 2022.

## Urbanisme

### Typologie
Au 1er janvier 2024, Latour-en-Woëvre est catégorisée commune rurale à habitat dispersé, selon la nouvelle grille communale de densité à sept niveaux définie par l'Insee en 2022.
Elle est située hors unité urbaine et hors attraction des villes,.

### Occupation des sols
L'occupation des sols de la commune, telle qu'elle ressort de la base de données européenne d’occupation biophysique des sols Corine Land Cover (CLC), est marquée par l'importance des territoires agricoles (89,8 % en 2018), une proportion sensiblement équivalente à celle de 1990 (89,7 %). La répartition détaillée en 2018 est la suivante : 
terres arables (62,5 %), prairies (27,3 %), forêts (10,2 %). L'évolution de l’occupation des sols de la commune et de ses infrastructures peut être observée sur les différentes représentations cartographiques du territoire : la carte de Cassini (XVIIIe siècle), la carte d'état-major (1820-1866) et les cartes ou photos aériennes de l'IGN pour la période actuelle (1950 à aujourd'hui).

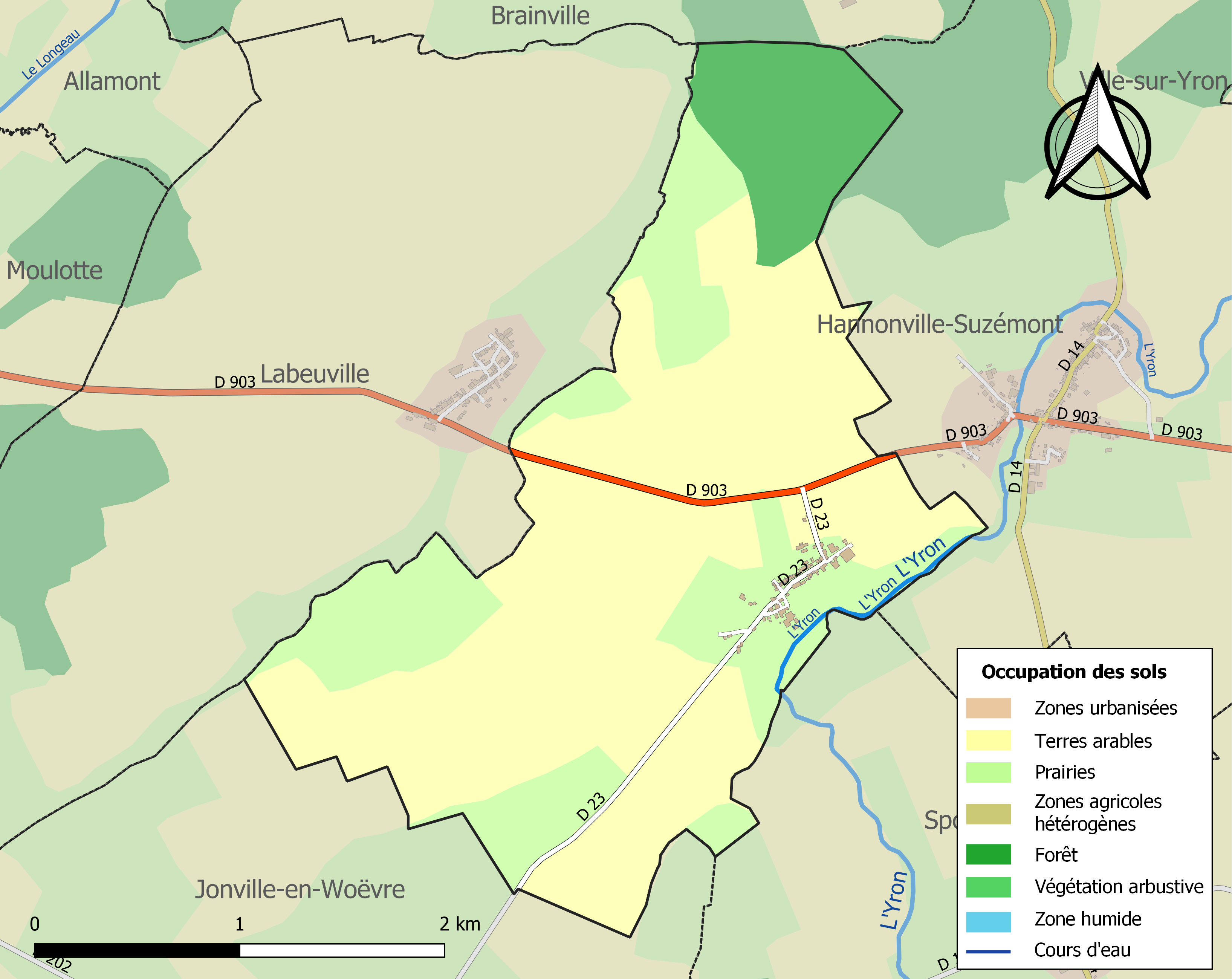
Carte des infrastructures et de l'occupation des sols de la commune en 2018 (CLC).

## Toponymie
Le nom de la localité est attesté sous les formes De Turre super Crowadis (1216) ; La Tour-de-Voivre (1224) ; La Tour (1230) ; La Tour-en-Wevre (1253) ; La Tour-en-Weivre (1254) ; La Tour-en-Vevre (1373) ; La Tour-en-Vuevre (1373) ; La Tour-en-Woipvre (1571) ; Tour-de-Voyvre (1656) ; Turris-Wabrensis (1681) ; La Tour-en-Voivre, Turris-in-Vepria (1749).

De l'oïl tour avec le sens de « donjon , château fort , résidence seigneuriale fortifiée ». La toponymie fait preuve de l'existence d'un château fort, qui dans l'Antiquité protégeait la voie romaine reliant Reims à Metz. Certains y voient le « castrum Vabrense », cité par Grégoire de Tours en 588.
La Woëvre est une région naturelle du nord-est de la France, située dans la région Lorraine, essentiellement dans le département de la Meuse et pour une plus faible partie en Meurthe-et-Moselle voire dans le département des Vosges.

## Histoire
Ancienne seigneurie, dépendant du Duché de Lorraine et de Bar.
Guerre de 1870, le village est sur le front, l'église est détruite, destructions importantes du village.
Latour-en-Woëvre n'est pas dans la partie annexée par l'Allemagne, après le traité de 1871.
Guerre de 1914 1918, le village est face au front et en zone rouge. En juillet 1914, l'Allemagne soumet la Lorraine à une dictature militaire. Près de 5 000 personnes suspectes de sympathie française sont arrêtées et déportées, en Allemagne et en Suisse (dont Louis Auguste Coftier, en Suisse). Les habitants sont évacués dès le début de la guerre, (femmes, enfants, vieillards). Plusieurs jeunes hommes combattent sur le front dans la région de Verdun.
Après le conflit de 1914 - 1918, la population chute de 30 %.

## Politique et administration
| Période                                  | Période   | Identité                                    | Étiquette | Qualité     |
| ---------------------------------------- | --------- | ------------------------------------------- | --------- | ----------- |
| Les données manquantes sont à compléter. |           |                                             |           |             |
| mars 2001                                | mars 2008 | Michel Thiry                                |           |             |
| mars 2008                                | En cours  | Claude Jamin Réélu pour le mandat 2020-2026 |           | Agriculteur |

## Population et société

### Démographie

#### Évolution démographique
L'évolution du nombre d'habitants est connue à travers les recensements de la population effectués dans la commune depuis 1793. Pour les communes de moins de 10 000 habitants, une enquête de recensement portant sur toute la population est réalisée tous les cinq ans, les populations de référence des années intermédiaires étant quant à elles estimées par interpolation ou extrapolation. Pour la commune, le premier recensement exhaustif entrant dans le cadre du nouveau dispositif a été réalisé en 2007.

En 2022, la commune comptait 87 habitants, en évolution de −8,42 % par rapport à 2016 (Meuse : −4,4 %, France hors Mayotte : +2,11 %).
| 1793 | 1800 | 1806 | 1821 | 1831 | 1836 | 1841 | 1846 | 1851 |
| ---- | ---- | ---- | ---- | ---- | ---- | ---- | ---- | ---- |
| 170  | 182  | 186  | 212  | 254  | 253  | 248  | 254  | 243  |

| 1856 | 1861 | 1866 | 1872 | 1876 | 1881 | 1886 | 1891 | 1896 |
| ---- | ---- | ---- | ---- | ---- | ---- | ---- | ---- | ---- |
| 220  | 232  | 224  | 212  | 215  | 204  | 200  | 198  | 193  |

| 1901 | 1906 | 1911 | 1921 | 1926 | 1931 | 1936 | 1946 | 1954 |
| ---- | ---- | ---- | ---- | ---- | ---- | ---- | ---- | ---- |
| 167  | 171  | 146  | 105  | 108  | 99   | 105  | 103  | 121  |

| 1962 | 1968 | 1975 | 1982 | 1990 | 1999 | 2006 | 2007 | 2012 |
| ---- | ---- | ---- | ---- | ---- | ---- | ---- | ---- | ---- |
| 121  | 105  | 90   | 83   | 79   | 65   | 62   | 61   | 86   |

| 2017 | 2022 | - | - | - | - | - | - | - |
| ---- | ---- | - | - | - | - | - | - | - |
| 95   | 87   | - | - | - | - | - | - | - |

## Culture locale et patrimoine

### Lieux et monuments
- Église Saint-Augustin, église paroissiale, reconstruite en 1873, endommagée au cours de la Première Guerre mondiale, restaurée en 1923. Église halle à 3 vaisseaux, Tour clocher en pignon, chevet polygonal. Bénédiction de 2 cloches le 18 octobre 1923. (atelier Farnier à Robébourt). Verrières figurées par Muller et Vermonet, (dont 1 vitrail patriotique, Scènes de la vie de St Augustin : Baptême de st Augustin, st Augustin & un ange, St Auguste & Ste Monique, St Nicolas, Jeanne d'Arc, la Sainte Famille à Nazareth), matériaux : calcaire, moellon, enduit. Plusieurs statues en plâtre.
- Cimetière : * Tombeau de la famille Genin, 1876, néo gothique, sculpteur Nicolas fils, Mars la Tour, * Tombeau de Lucien Célestin Charny, 1918 sculpture chrétienne, ancre marine, * Tombeau famille Jacquin fin XIXè décor néogothique, * Tombeau anonyme : Fonte, fin XIXè, Roses & Vierge à l'enfant.
- Vestiges de château fort, CD 23, tour et fossé XV, milieu XVIII, et XIX, ayant appartenu à la famille de Salm, puis de Lambertye et au Comte de la Tour-en-Woëvre-Savonnières.
- Monument aux morts : huit enfants de ce village sont morts à la guerre de 1914-1918,
  - dont Edmond Coftier ° 18 janvier 1893  La Tour-en-Woëvre, + 16 novembre 1914 - 165e RI classe 1913 - blessé batailles des hauts de Meuse - mort des suites, à l'hôpital mixte de Bellac en Haute Vienne, corps restitué à la famille. Déclaré "Mort pour la France" (cité pour acte de bravoure et de patriotisme).
  - dans le village ferme typique de Lorraine : sous-sol, rez de chaussée, 1 étage carré, construction :  1er tiers du XIXè,1815 - 1832, Porte Charretière avec clef sculptée et porte piétonne. Matériaux : calcaire, moellon, enduit, tuiles mécaniques et creuses.
  - Village décoré de la Croix de Guerre 1914 1918.

| Blason de Latour-en-Woëvre | Blason  | De sinople à la tour carrée d'or posée sur une plaine d'argent, accompagnée en chef de deux pattes de lion affrontées du même, armées de sable et mouvantes des angles. |
| Blason de Latour-en-Woëvre | Détails | Le statut officiel du blason reste à déterminer. |